# Thin Air
Albums de Peter Hammill
Singularity
(2006) Consequences
(2012)
Thin Air est le trente-deuxième album studio de Peter Hammill, sorti en 2009.
Après ses tournées avec la dernière mouture de Van der Graaf Generator, Thin Air signe le retour de Peter Hammill sur le terrain de sa carrière solo.

## Liste des titres
1. The Mercy
2. Your Face on the Street
3. Stumbled
4. Wrong Way Round
5. Ghosts of Planes
6. If We Must Part Like This
7. Undone
8. Diminished
9. The Top of the World Club